# Lento (album)
Pour les articles homonymes, voir Lento.
Albums de Youn Sun Nah
Same Girl
(2010)
Lento est le huitième album studio de Youn Sun Nah, sorti le 12 mars 2013 sous le label allemand ACT.

## Titres
1. Lento - 3:04
2. Lament - 3:40
3. Hurt - 5:21
4. Empty Dream - 4:20
5. Momento Magico - 5:31
6. Soundless Bye - 3:44
7. Full Circle - 3:36
8. Ghost Riders in the Sky - 4:57
9. Waiting - 3:30
10. Arirang - 4:24
11. New Dawn - 3:40

## Musiciens
Source : Citizenjazz.com
- Youn Sun Nah : chant.
- Lars Danielsson : basse, violon.
- Xavier Desandre Navarre : percussion.
- Ulf Wakenius : guitare.
- Vincent Peirani : accordéon.

## Réception
Si, pour Les Inrockuptibles, « malgré une instrumentation plus riche (avec guitare, contrebasse, accordéon et percussions), l'esthétique de Lento est assez similaire » à celle de son précédent album, Same Girl, « on ne se lasse pas de cette voix au timbre suave, de son ambitus qui file des frissons et de ses excentricités mélodiques ». Pour Télérama, qui accorde à l'album sa note maximale, « la sensuelle star coréenne du jazz passe du rire aux larmes dans son dernier album, alternant cris les plus fous et tendresse extrême ».